# محوطه قلعه زرگرآباد
محوطه قلعه زرگرآباد مربوط به سده‌های میانه دوران‌های تاریخی پس از اسلام است و در شهرستان آران و بیدگل، بخش مرکزی، دهستان سفیددشت، ۱۳۰۰م شرق روستای تقی‌آباد واقع شده و این اثر در تاریخ ۲ مرداد ۱۳۸۷ با شمارهٔ ثبت ۲۳۰۳۴ به‌عنوان یکی از آثار ملی ایران به ثبت رسیده‌است.